# Delfín (S-61)
El Delfín (S-61) es un submarino diesel-eléctrico de la clase Daphne (conocida en España como clase Delfín) que fue utilizado por la Armada española entre los años 1973 y 2003. Durante sus 30 años de servicio participó en diversos ejercicios y maniobras nacionales e internacionales, realizó más de 2.500 singladuras, hizo más de 30.000 horas de inmersión y sirvieron en este submarino más de mil marineros. En el momento de su retiro era el submarino que más tiempo había prestado servicio en la historia del Arma Submarina Española.
En 2004 fue donado por la Armada a la localidad de Torrevieja (provincia de Alicante, Comunidad Valenciana) y reconvertido en buque museo, convirtiéndose así en el primer “museo flotante” de estas características en España. Forma parte del Museo del Mar y de la Sal. En los diez primeros años como museo recibió más de un millón de visitantes.

## Construcción y características

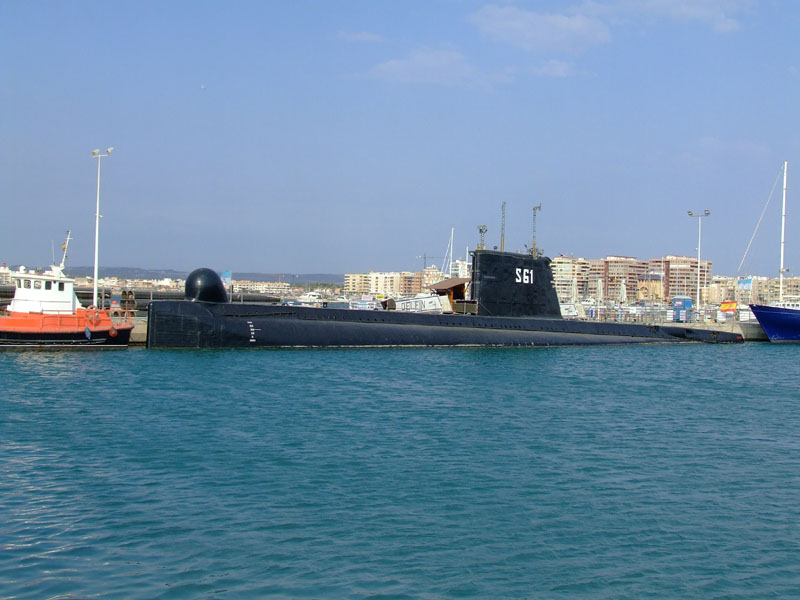
El Delfín (S-61), preservado como buque museo en Torrevieja (Alicante). Imagen del año 2006.

Fue construido en los astilleros de Cartagena (Murcia). Su puesta de quilla se realizó el 13 de agosto de 1968 y la botadura el 25 de marzo de 1972.
Es un submarino de diseño francés clase Daphne (conocidos como clase Delfín o serie S-60 en España) desplaza 860 t en superficie, mientras que sumergido desplazaba 1040 t. Tiene una eslora de 57,75 m, una manga de 6,74 m y un calado de 5,2 m. Era propulsado por un sistema diésel-eléctrico, compuesto por dos motores diésel y dos motores eléctricos que transmitían a dos hélices, con las cuales alcanzaba los 13 nudos de velocidad en superficie, y 15'5 nudos sumergido. El submarino fue diseñado para sumergirse a una profundidad de 300 m (980 pies) y su autonomía es de 30 días. 

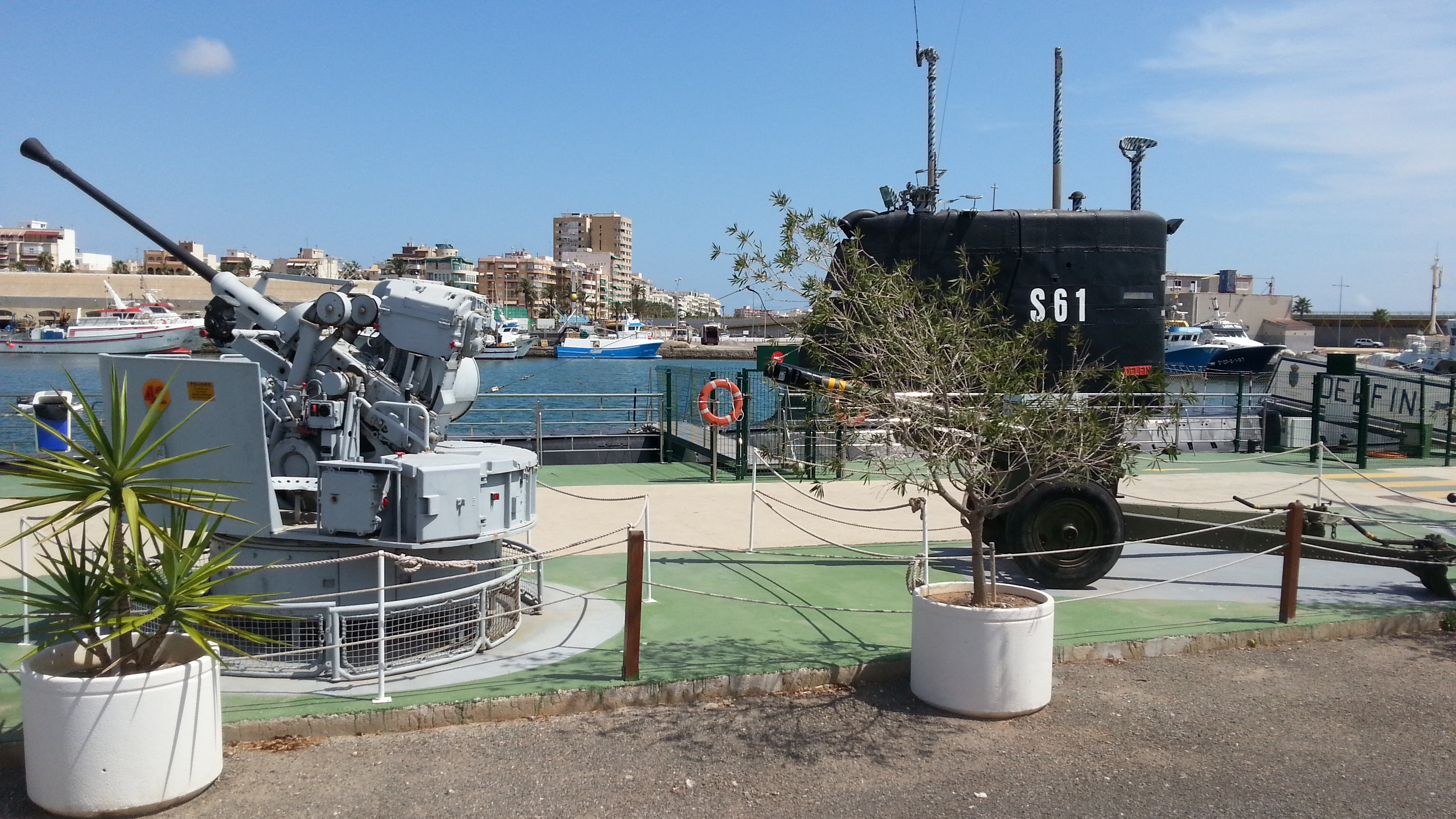
Imagen de la vela (torreta) del Delfín en el Paseo Dique de Levante en 2014.

Respecto a su armamento tiene 12 tubos lanzatorpedos de calibre 550 mm.; ocho tubos en la proa, dos en la popa y uno en cada aleta. Mientras que los tubos delanteros contienen torpedos de longitud completa (ya sea contra un barco o contra un submarino), los tubos de popa solo contienen torpedos más cortos (solo contra submarinos, en autodefensa). Tiene la posibilidad de sustituir los torpedos por minas pero su gran talón de Aquiles es la imposibilidad de portar torpedos de reserva debido al escaso espacio disponible.
Está diseñado para misiones de tipo:
- patrullas contra fuerzas de superficie o submarinas
- ataque al tráfico marítimo
- reconocimiento
- minado
- operaciones especiales

## Historia
El programa de defensa de los submarinos clase Delfín (también llamado serie S-60) fue aprobado por la Junta de Defensa nacional el 17 de noviembre de 1964 con Pedro Nieto Antúnez de ministro de Marina y que comprendía los dos primeros submarinos, luego ampliado a dos más y financiados por ley 85/65 de 17 de noviembre. Con un coste inicial de 700 millones de pesetas los dos primeros, el tercero de la serie subió a 1040 millones de pesetas (1964).
Los nombres y los numerales de las unidades de la serie les fueron asignados por orden ministerial 218/73 de 29 de marzo. Recibieron nombres de animales marinos: Delfín, Tonina, Marsopa y Narval, lo cual tenía un cierto precedente en los fugaces clase Foca y clase Tiburón, si bien, salvo excepciones (los citados anteriormente y los Peral, Monturiol, Cosme García, García de los Reyes, Mola y Sanjurjo), los submarinos de la Armada Española solían identificarse hasta entonces únicamente por sus numerales. 
El Delfín (S-61) fue dado de alta en el listado oficial de la Armada el 3 de mayo de 1973 en el puerto de Cartagena en un acto al que asistió el entonces ministro de Marina Almirante Baturone Colombo.

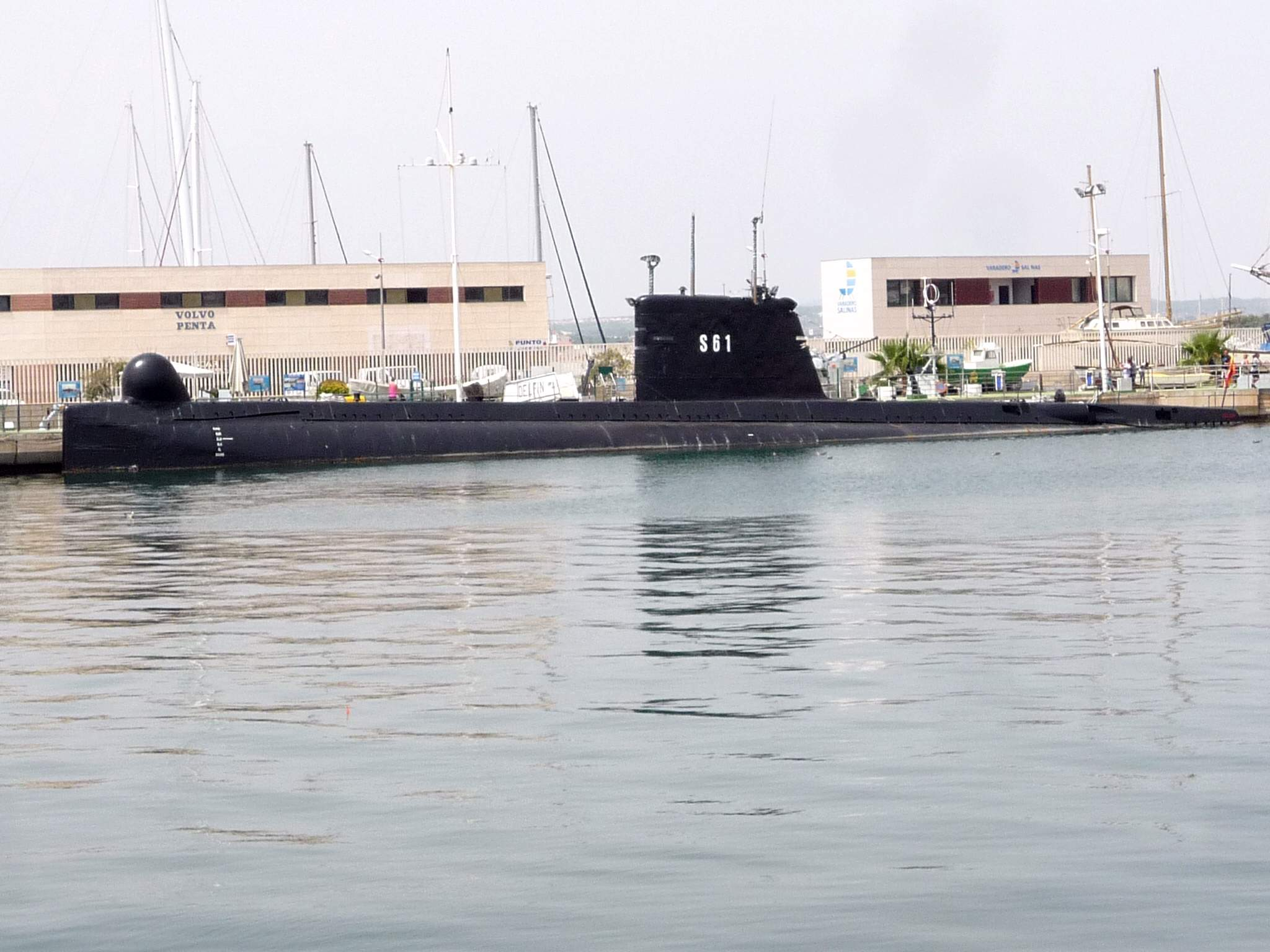
Vista de perfil del Delfín (S-61), amarrado en el puerto de Torrevieja en el año 2017.

El Delfín participó a lo largo de su vida operativa en varias maniobras internacionales junto a buques de otros países, por ejemplo en junio de 1996 participó en las maniobras Tapón ’96 junto a los buques españoles Príncipe de Asturias, Santa María, Numancia y Baleares, los estadounidenses USS Grayling y USS Conolly y el destructor griego Formion.
Los submarinos clase Delfín fueron sometidos entre 1984 y 1988, durante su primera gran carena, a una modernización que comprendía fundamentalmente el sistema de armas, para poder lanzar torpedos filoguiados y el sistema de dsm (detección submarina). La modernización les dio un aspecto algo diferente a la proa de los submarinos, cambiándoles el domo de proa (apodada jocosamente nariz), donde se ubica el sonar.
En 1985 disparó por error un torpedo contra la base de Cartagena.
El 27 de mayo de 1989 el Rey Juan Carlos I pasó revista en una parada naval en aguas de Barcelona a la flota. En esta parada naval, participaron entre otros el Dédalo, el Príncipe de Asturias, las fragatas Baleares, Andalucía, Extremadura y Victoria, las corbetas Descubierta, Diana, Vencedora e Infanta Cristina, los submarinos Delfín y Marsopa y otras unidades menores; como representación de otros países, entre otros, acudieron el portaaviones francés Foch, el italiano Giuseppe Garibaldi, el crucero lanzamisiles estadounidense USS Belknap o la fragata portuguesa Comandante Hermenegildo Capelo.
En 1994 sufrió desperfectos en el carenado de la libre circulación después de que un torpedo de ejercicio lanzado por él mismo le alcanzase. El torpedo realizó una trayectoria extraña y acabó atacando al buque lanzador.

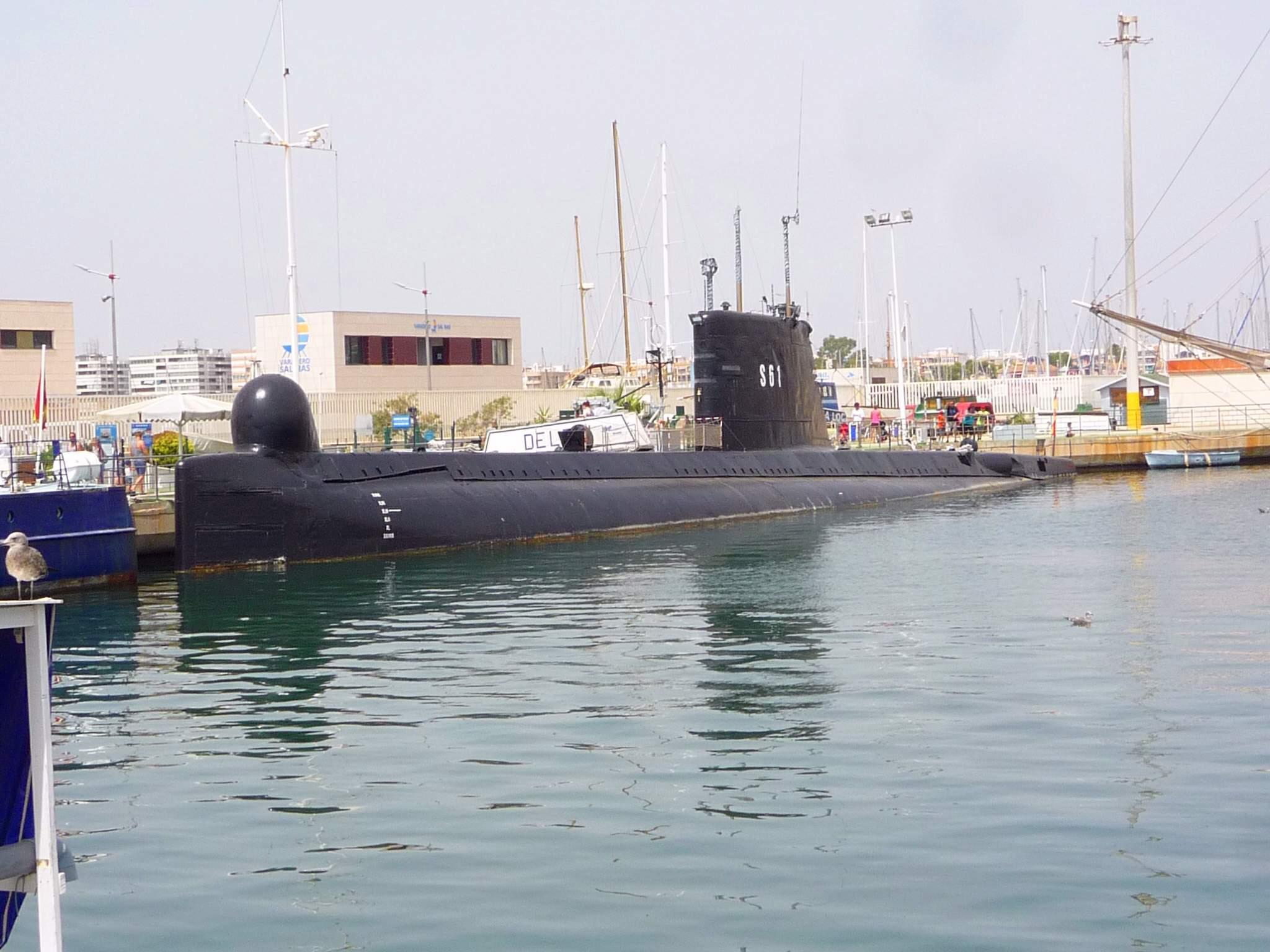
El Delfín (S-61), anclado en el puerto de Torrevieja en 2017.

Los submarinos de la serie Delfín fueron dados de baja entre 2003 y 2006; en el caso particular del Delfín (S-61) fue dado oficialmente de baja el 10 de septiembre de 2003 (aunque estaba previsto hacerlo el 2 de julio de 2003 la marina portuguesa se interesó por él y aunque al final no se llegó a ningún acuerdo se pospuso su baja). En aquel momento era el submarino español que más tiempo había servido ininterrumpidamente en la Armada Española, tras 30 años de servicio.
Fue donado por la Armada Española como buque museo desde 2004 a la ciudad de Torrevieja (Alicante), localidad que lo apadrinó para la Armada tras su botadura y le entregó su primera bandera de combate en 1971. En concreto llegó remolcado por el remolcador civil Sea Nostromo Primero el 8 de mayo de 2004. Desde entonces se encuentra amarrado en el puerto de esa localidad y forma parte del Museo del Mar y de la Sal. Tras su instalación allí en los diez primeros años superó el millón de visitas.
En 2015 participó en una transmisión internacional de radioaficionados durante 48 horas en una iniciativa que trataba de poner en contacto a todos los museos flotantes existentes en el mundo. En 2019 se convirtió en el primer museo flotante en ser adaptado a personas con diversidad funcional.

### Buques de la clase
- Tonina (S-62)
- Marsopa (S-63)
- Narval (S-64)

### Buques similares
- Tipo 205
- Clase Oberon
- Clase Romeo
- Tipo 035

### Secuencias de designación
...→Clase Balao→ Clase Delfín → Clase Galerna → Clase Isaac Peral

### Listas relacionadas
- Submarinos de la Armada Española
- Anexo:Buques retirados de la Armada Española